# Liste des choix de repêchages des Blues de Saint-Louis
Cette liste contient tous les joueurs de hockey sur glace ayant été repêchés par les Blues de Saint-Louis, franchise de la Ligue nationale de hockey. Les joueurs listés ci-dessus n'ont pas obligatoirement joué un match sous le maillot de l'équipe.
Elle regroupe les joueurs depuis le Repêchage de 1967 organisé par la LNH en 1966-1967, jusqu’à aujourd’hui,. Les joueurs sont classés par année de repêchage. Les deux premières colonnes donnent le rang et le tour duquel le joueur a été repêché suivis de son nom, de sa nationalité et de sa position de jeu.

## Les repêchages amateurs

### 1968
| No | Tour | Nom          | Nationalité | Position       |
| -- | ---- | ------------ | ----------- | -------------- |
| 6  | 1er  | Gary Edwards | Canada      | Gardien de but |
| 16 | 2e   | Curt Bennett | Canada      | Ailier droit   |

### 1969
| No | Tour | Nom               | Nationalité | Position       |
| -- | ---- | ----------------- | ----------- | -------------- |
| 19 | 2e   | Mike Lowe         | Canada      | Ailier gauche  |
| 30 | 3e   | Bernard Gagnon    | Canada      | Centre         |
| 42 | 4e   | Vic Teal          | Canada      | Ailier droit   |
| 54 | 5e   | Brian Glenwright  | Canada      | Ailier gauche  |
| 66 | 6e   | Tommi Salmelainen | Finlande    | Attaquant      |
| 70 | 6e   | Dale Yutsyk       | Canada      | Ailier gauche  |
| 73 | 7e   | Bob Collyard      | États-Unis  | Centre         |
| 77 | 7e   | Dave Pulkkinen    | Canada      | Ailier gauche  |
| 80 | 8e   | Patrick Lange     | Canada      | Gardien de but |
| 82 | 9e   | John Converse     | Canada      | Attaquant      |

### 1970
| No  | Tour | Nom             | Nationalité | Position       |
| --- | ---- | --------------- | ----------- | -------------- |
| 23  | 2e   | Murray Keogan   | Canada      | Attaquant      |
| 37  | 3e   | Ron Climie      | Canada      | Ailier gauche  |
| 51  | 4e   | Gord Brooks     | Canada      | Ailier droit   |
| 65  | 5e   | Mike Stevens    | Canada      | Défenseur      |
| 79  | 6e   | Claude Moreau   | Canada      | Défenseur      |
| 85  | 7e   | Jack Taggart    | Canada      | Défenseur      |
| 92  | 7e   | Terry Marshall  | Canada      | Défenseur      |
| 104 | 8e   | Dave Tataryn    | Canada      | Gardien de but |
| 108 | 9e   | Bob Winograd    | Canada      | Défenseur      |
| 111 | 10e  | Mike Lampman    | États-Unis  | Ailier gauche  |
| 112 | 11e  | Jeff Rotsch     | États-Unis  | Défenseur      |
| 113 | 12e  | Al Calver       | Canada      | Défenseur      |
| 114 | 13e  | Jerry MacDonald | Canada      | Défenseur      |
| 115 | 14e  | Gerald Haines   | Canada      | Attaquant      |

### 1971
| No  | Tour | Nom          | Nationalité | Position       |
| --- | ---- | ------------ | ----------- | -------------- |
| 4   | 1er  | Gene Carr    | Canada      | Centre         |
| 38  | 3e   | John Garrett | Canada      | Gardien de but |
| 52  | 4e   | Derek Harker | Canada      | Centre         |
| 66  | 5e   | Wayne Gibbs  | Canada      | Défenseur      |
| 80  | 6e   | Bernie Doan  | Canada      | Défenseur      |
| 94  | 7e   | Dave Smith   | Canada      | Défenseur      |
| 108 | 8e   | Jim Collins  | Canada      | Ailier gauche  |

### 1972
| No  | Tour | Nom             | Nationalité | Position      |
| --- | ---- | --------------- | ----------- | ------------- |
| 9   | 1er  | Wayne Merrick   | Canada      | Centre        |
| 41  | 3e   | Jean Hamel      | Canada      | Défenseur     |
| 57  | 4e   | Murray Myers    | Canada      | Ailier droit  |
| 73  | 5e   | Dave Johnson    | Canada      | Ailier gauche |
| 89  | 6e   | Tom Simpson     | Canada      | Ailier droit  |
| 105 | 7e   | Brian Coughlin  | Canada      | Défenseur     |
| 121 | 8e   | Gary Winchester | Canada      | Attaquant     |

### 1973
| No  | Tour | Nom            | Nationalité | Position       |
| --- | ---- | -------------- | ----------- | -------------- |
| 5   | 1er  | John Davidson  | Canada      | Gardien de but |
| 24  | 2e   | George Pesut   | Canada      | Défenseur      |
| 48  | 3e   | Bob Gassoff    | Canada      | Défenseur      |
| 72  | 5e   | William Laing  | Canada      | Ailier gauche  |
| 88  | 6e   | Randy Smith    | Canada      | Ailier gauche  |
| 104 | 7e   | John Wensink   | Canada      | Ailier gauche  |
| 120 | 8e   | Jean Tetreault | Canada      | Ailier gauche  |

### 1974
| No  | Tour | Nom           | Nationalité | Position       |
| --- | ---- | ------------- | ----------- | -------------- |
| 26  | 2e   | Bob Hess      | Canada      | Défenseur      |
| 43  | 3e   | Gord Buynak   | États-Unis  | Défenseur      |
| 79  | 5e   | Mike Zuke     | Canada      | Centre         |
| 87  | 5e   | Don Wheldon   | États-Unis  | Défenseur      |
| 97  | 6e   | Mike Thompson | Canada      | Défenseur      |
| 115 | 7e   | Terry Casey   | Canada      | Ailier droit   |
| 132 | 8e   | Rod Tordoff   | Canada      | Défenseur      |
| 149 | 9e   | Paul Touzin   | Canada      | Gardien de but |
| 165 | 10e  | John Ahern    | États-Unis  | Défenseur      |
| 180 | 11e  | Michaël Babin | Canada      | Centre         |
| 194 | 12e  | Doug Allan    | Canada      | Gardien de but |

### 1975
| No  | Tour | Nom               | Nationalité | Position       |
| --- | ---- | ----------------- | ----------- | -------------- |
| 27  | 2e   | Ed Staniowski     | Canada      | Gardien de but |
| 36  | 2e   | James Masters     | Canada      | Défenseur      |
| 63  | 4e   | Rick Bourbonnais  | Canada      | Ailier droit   |
| 81  | 5e   | Jim Gustafson     | Canada      | Attaquant      |
| 99  | 6e   | Jack Brownschidle | États-Unis  | Défenseur      |
| 117 | 7e   | Doug Lindskog     | Canada      | Ailier gauche  |
| 135 | 8e   | Dick Lamby        | États-Unis  | Défenseur      |
| 151 | 9e   | Dave McNab        | Canada      | Gardien de but |

### 1976
| No  | Tour | Nom              | Nationalité | Position       |
| --- | ---- | ---------------- | ----------- | -------------- |
| 7   | 1er  | Bernie Federko   | Canada      | Centre         |
| 20  | 2e   | Brian Sutter     | Canada      | Ailier gauche  |
| 25  | 2e   | John Smrke       | Canada      | Ailier gauche  |
| 43  | 3e   | Jim Kirkpatrick  | Canada      | Défenseur      |
| 56  | 4e   | Michael Liut     | Canada      | Gardien de but |
| 61  | 4e   | Paul Skidmore    | États-Unis  | Gardien de but |
| 97  | 6e   | Nels Goddard     | Canada      | Défenseur      |
| 113 | 7e   | Mike Eaves       | États-Unis  | Centre         |
| 121 | 8e   | Jacques Soguel   | Suisse      | Centre         |
| 124 | 9e   | David Dornseif   | États-Unis  | Défenseur      |
| 126 | 10e  | Bradley Wilson   | États-Unis  | Centre         |
| 128 | 11e  | Dan Hoene        | États-Unis  | Attaquant      |
| 130 | 12e  | Göran Lindblom   | Suède       | Défenseur      |
| 132 | 13e  | Jim Bales        | Canada      | Gardien de but |
| 134 | 14e  | Anders Håkansson | Suède       | Ailier gauche  |
| 135 | 15e  | Juhani Wallenius | Finlande    | Attaquant      |

### 1977
| No  | Tour | Nom            | Nationalité | Position      |
| --- | ---- | -------------- | ----------- | ------------- |
| 9   | 1er  | Scott Campbell | Canada      | Défenseur     |
| 27  | 2e   | Neil Labatte   | Canada      | Défenseur     |
| 45  | 3e   | Tom Roulston   | Canada      | Centre        |
| 63  | 4e   | Tony Currie    | Canada      | Ailier droit  |
| 81  | 5e   | Bruce Hamilton | Canada      | Ailier gauche |
| 99  | 6e   | Gary McMonagle | Canada      | Attaquant     |
| 117 | 7e   | Matti Forss    | Finlande    | Centre        |
| 132 | 8e   | Raimo Hirvonen | Finlande    | Défenseur     |
| 147 | 9e   | Bjorn Olsson   | Suède       | Défenseur     |

### 1978
| No  | Tour | Nom                  | Nationalité | Position       |
| --- | ---- | -------------------- | ----------- | -------------- |
| 3   | 1er  | Wayne Babych         | Canada      | Ailier droit   |
| 39  | 3e   | Stephen Harrison     | Canada      | Défenseur      |
| 72  | 5e   | Kevin Willison       | Canada      | Défenseur      |
| 89  | 6e   | Jim Nill             | Canada      | Ailier droit   |
| 106 | 7e   | Steve Stockman       | Canada      | Centre         |
| 109 | 7e   | Paul MacLean         | France      | Ailier droit   |
| 123 | 8e   | Denis Houle          | Canada      | Ailier gauche  |
| 140 | 9e   | Tony Meagher         | Canada      | Ailier droit   |
| 143 | 9e   | Rick Simpson         | Canada      | Ailier gauche  |
| 157 | 10e  | Jim Lockhurst        | Canada      | Gardien de but |
| 160 | 10e  | Bob Froese           | Canada      | Gardien de but |
| 170 | 10e  | Dan Lerg             | États-Unis  | Centre         |
| 173 | 11e  | Risto Siltanen       | Finlande    | Défenseur      |
| 175 | 11e  | Dan Hermansson       | Suède       | Attaquant      |
| 181 | 11e  | Jean-François Boutin | Canada      | Ailier gauche  |
| 185 | 11e  | John Sullivan        | États-Unis  | Ailier droit   |
| 188 | 12e  | Serge Ménard         | Canada      | Ailier droit   |
| 191 | 12e  | Donald Boyd          | Canada      | Centre         |
| 197 | 12e  | Paul Stasiuk         | Canada      | Ailier gauche  |
| 200 | 12e  | Gerd Truntschka      | Allemagne   | Centre         |
| 203 | 13e  | Victor Shkurdyuk     | Kazakhstan  | Centre         |
| 205 | 13e  | Carl Bloomberg       | États-Unis  | Gardien de but |
| 207 | 13e  | Terry Kitching       | Canada      | Ailier droit   |
| 209 | 13e  | Brian O'Connor       | États-Unis  | Défenseur      |
| 210 | 13e  | Brian Crombeen       | Canada      | Défenseur      |
| 211 | 13e  | Mike Pidgeon         | Canada      | Centre         |
| 214 | 14e  | John Cochrane        | États-Unis  | Ailier droit   |
| 216 | 14e  | Joe Casey            | États-Unis  | Défenseur      |
| 218 | 14e  | Jim Farrell          | États-Unis  | Centre         |
| 220 | 14e  | Frank Johnson        | États-Unis  | Défenseur      |
| 221 | 14e  | Blair Wheeler        | Canada      | Défenseur      |

## Les repêchages d'entrée
| Sommaire |
| Repêchages amateurs : 1968 \| 1969 \| 1970 \| 1971 \| 1972 \| 1973 1974 \| 1975 \| 1976 \| 1977 \| 1978 |
| Repêchages d'entrée : 1979 \| 1980 \| 1981 \| 1982 \| 1984 \| 1985 \| 1986 \| 1987 \| 1988 \| 1989 1990 \| 1991 \| 1992 \| 1993 \| 1994 \| 1995 \| 1996 \| 1997 \| 1998 \| 1999 2000 \| 2001 \| 2002 \| 2003 \| 2004 \| 2005 \| 2006 \| 2007 \| 2008 \| 2009 2010 \| 2011 \| 2012 \| 2013 \| 2014 \| 2015 \| 2016 \| 2017 \| 2018 \| 2019 2020 \| 2021 |
| Références |

### 1979
| No  | Tour | Nom            | Nationalité | Position     |
| --- | ---- | -------------- | ----------- | ------------ |
| 2   | 1er  | Perry Turnbull | Canada      | Centre       |
| 65  | 4e   | Bob Crawford   | Canada      | Ailier droit |
| 86  | 5e   | Mark Reeds     | Canada      | Ailier droit |
| 107 | 6e   | Gilles Leduc   | Canada      | Défenseur    |

### 1980
| No  | Tour | Nom            | Nationalité | Position      |
| --- | ---- | -------------- | ----------- | ------------- |
| 12  | 1er  | Rik Wilson     | États-Unis  | Défenseur     |
| 54  | 3e   | Jim Pavese     | États-Unis  | Défenseur     |
| 75  | 4e   | Bob Brooke     | États-Unis  | Ailier droit  |
| 96  | 5e   | Alain Lemieux  | Canada      | Centre        |
| 117 | 6e   | Perry Anderson | Canada      | Ailier gauche |
| 138 | 7e   | Roger Hägglund | Suède       | Défenseur     |
| 159 | 8e   | Pat Rabbitt    | Canada      | Ailier gauche |
| 180 | 9e   | Peter Lindgren | Suède       | Défenseur     |
| 201 | 10e  | John Smyth     | Canada      | Défenseur     |

### 1981
| No  | Tour | Nom             | Nationalité | Position       |
| --- | ---- | --------------- | ----------- | -------------- |
| 20  | 1er  | Marty Ruff      | Canada      | Défenseur      |
| 36  | 2e   | Hakan Nordin    | Suède       | Défenseur      |
| 62  | 3e   | Gord Donnelly   | Canada      | Défenseur      |
| 104 | 5e   | Michael Hickey  | Canada      | Centre         |
| 125 | 6e   | Peter Åslin     | Suède       | Gardien de but |
| 146 | 7e   | Erik Holmberg   | Suède       | Centre         |
| 167 | 8e   | Alain Vigneault | Canada      | Défenseur      |
| 188 | 9e   | Dan Wood        | Canada      | Ailier droit   |
| 209 | 10e  | Richard Zemlak  | Canada      | Centre         |

### 1982
| No  | Tour | Nom                 | Nationalité | Position       |
| --- | ---- | ------------------- | ----------- | -------------- |
| 50  | 3e   | Mike Posavad        | Canada      | Défenseur      |
| 92  | 5e   | Scott Machej        | Canada      | Ailier gauche  |
| 113 | 6e   | Perry Ganchar       | Canada      | Ailier droit   |
| 134 | 7e   | Doug Gilmour        | Canada      | Centre         |
| 155 | 8e   | Chris Delaney       | États-Unis  | Ailier gauche  |
| 176 | 9e   | Matthew Christensen | États-Unis  | Centre         |
| 197 | 10e  | John Shumski        | États-Unis  | Centre         |
| 218 | 11e  | Brian Ahern         | États-Unis  | Ailier gauche  |
| 239 | 12e  | Peter Smith         | États-Unis  | Gardien de but |

### 1984
| No  | Tour | Nom            | Nationalité | Position       |
| --- | ---- | -------------- | ----------- | -------------- |
| 26  | 2e   | Brian Benning  | Canada      | Défenseur      |
| 32  | 2e   | Tony Hrkac     | Canada      | Centre         |
| 50  | 3e   | Toby Ducolon   | États-Unis  | Ailier droit   |
| 53  | 3e   | Robert Dirk    | Canada      | Défenseur      |
| 56  | 3e   | Alan Perry     | États-Unis  | Gardien de but |
| 71  | 4e   | Graham Herring | Canada      | Défenseur      |
| 92  | 5e   | Scott Paluch   | États-Unis  | Défenseur      |
| 113 | 6e   | Steve Tuttle   | Canada      | Ailier droit   |
| 134 | 7e   | Cliff Ronning  | Canada      | Centre         |
| 148 | 8e   | Don Porter     | Canada      | Ailier gauche  |
| 155 | 8e   | Jim Vesey      | États-Unis  | Ailier droit   |
| 176 | 9e   | Daniel Jomphe  | Canada      | Ailier gauche  |
| 196 | 10e  | Tom Tilley     | Canada      | Défenseur      |
| 217 | 11e  | Mark Cupolo    | Canada      | Ailier gauche  |
| 237 | 12e  | Mark Lanigan   | États-Unis  | Défenseur      |

### 1985
| No  | Tour | Nom            | Nationalité | Position       |
| --- | ---- | -------------- | ----------- | -------------- |
| 37  | 2e   | Herb Raglan    | Canada      | Ailier droit   |
| 44  | 3e   | Nelson Emerson | Canada      | Ailier droit   |
| 54  | 3e   | Ned Desmond    | États-Unis  | Défenseur      |
| 100 | 5e   | Dan Brooks     | États-Unis  | Défenseur      |
| 121 | 6e   | Rich Burchill  | États-Unis  | Gardien de but |
| 138 | 7e   | Pat Jablonski  | États-Unis  | Gardien de but |
| 159 | 8e   | Scott Brickey  | États-Unis  | Ailier droit   |
| 180 | 9e   | Jeff Urban     | États-Unis  | Ailier gauche  |
| 201 | 10e  | Vince Guidotti | États-Unis  | Défenseur      |
| 222 | 11e  | Ron Saatzer    | États-Unis  | Centre         |
| 243 | 12e  | Dave Jecha     | États-Unis  | Défenseur      |

### 1986
| No  | Tour | Nom               | Nationalité | Position      |
| --- | ---- | ----------------- | ----------- | ------------- |
| 10  | 1er  | Jocelyn Lemieux   | Canada      | Ailier droit  |
| 31  | 2e   | Mike Posma        | États-Unis  | Défenseur     |
| 52  | 3e   | Tony Hejna        | États-Unis  | Ailier gauche |
| 73  | 4e   | Glen Featherstone | Canada      | Défenseur     |
| 87  | 5e   | Michael Wolak     | États-Unis  | Centre        |
| 115 | 6e   | Michael O'toole   | Canada      | Ailier droit  |
| 136 | 7e   | Andy May          | Canada      | Centre        |
| 157 | 8e   | Randy Skarda      | États-Unis  | Défenseur     |
| 178 | 9e   | Martyn Ball       | Canada      | Ailier gauche |
| 199 | 10e  | Rod Thacker       | Canada      | Défenseur     |
| 220 | 11e  | Terry MacLean     | Canada      | Centre        |
| 234 | 12e  | Bill Butler       | États-Unis  | Ailier gauche |
| 241 | 12e  | David O'Brien     | États-Unis  | Ailier droit  |
| 20  | R.S  | Marty Raus        | Canada      | Défenseur     |

### 1987
| No  | Tour | Nom             | Nationalité | Position       |
| --- | ---- | --------------- | ----------- | -------------- |
| 12  | 1er  | Keith Osborne   | Canada      | Ailier droit   |
| 54  | 3e   | Kevin Miehm     | Canada      | Centre         |
| 59  | 3e   | Robert Nordmark | Suède       | Défenseur      |
| 75  | 4e   | Darin Smith     | Canada      | Ailier gauche  |
| 82  | 4e   | Andrew Rymsha   | Canada      | Défenseur      |
| 117 | 6e   | Robert Robinson | Canada      | Défenseur      |
| 138 | 7e   | Todd Crabtree   | États-Unis  | Défenseur      |
| 159 | 8e   | Guy Hebert      | États-Unis  | Gardien de but |
| 180 | 9e   | Robert Dumas    | Canada      | Défenseur      |
| 201 | 10e  | David Marvin    | États-Unis  | Défenseur      |
| 207 | 10e  | Andrew Cesarski | États-Unis  | Défenseur      |
| 222 | 11e  | Daniel Rolfe    | États-Unis  | Défenseur      |
| 243 | 12e  | Raymond Savard  | Canada      | Centre         |

### 1988
| No  | Tour | Nom                  | Nationalité | Position       |
| --- | ---- | -------------------- | ----------- | -------------- |
| 9   | 1er  | Roderick Brind'Amour | Canada      | Centre         |
| 30  | 2e   | Adrien Plavsic       | Canada      | Défenseur      |
| 51  | 3e   | Robert Fournier      | Canada      | Gardien de but |
| 72  | 4e   | Jaan Luik            | Canada      | Défenseur      |
| 105 | 5e   | David LaCouture      | États-Unis  | Ailier droit   |
| 114 | 6e   | Daniel Fowler        | Canada      | Défenseur      |
| 135 | 7e   | Matthew Hayes        | États-Unis  | Défenseur      |
| 156 | 8e   | John McCoy           | États-Unis  | Ailier gauche  |
| 177 | 9e   | Tony Twist           | Canada      | Ailier gauche  |
| 198 | 10e  | Bret Hedican         | États-Unis  | Défenseur      |
| 219 | 11e  | Heath DeBoer         | États-Unis  | Défenseur      |
| 240 | 12e  | Michael Francis      | États-Unis  | Gardien de but |
| 14  | R.S  | Mike McNeill         | États-Unis  | Ailier gauche  |

### 1989
| No  | Tour | Nom               | Nationalité | Position       |
| --- | ---- | ----------------- | ----------- | -------------- |
| 9   | 1er  | Jason Marshall    | Canada      | Défenseur      |
| 31  | 2e   | Rick Corriveau    | Canada      | Défenseur      |
| 55  | 3e   | Denny Felsner     | États-Unis  | Ailier gauche  |
| 93  | 5e   | Daniel Laperrière | Canada      | Défenseur      |
| 114 | 6e   | David Roberts     | États-Unis  | Ailier gauche  |
| 124 | 6e   | Derek Frenette    | Canada      | Ailier gauche  |
| 135 | 7e   | Jeff Batters      | Canada      | Défenseur      |
| 156 | 8e   | Kevin Plager      | États-Unis  | Défenseur      |
| 177 | 9e   | John Roderick     | États-Unis  | Défenseur      |
| 198 | 10e  | John Valo         | États-Unis  | Défenseur      |
| 219 | 11e  | Brian Lukowski    | États-Unis  | Gardien de but |
| 14  | R.S  | Rob Tustian       | États-Unis  | Défenseur      |

### 1990
| No  | Tour | Nom              | Nationalité | Position       |
| --- | ---- | ---------------- | ----------- | -------------- |
| 33  | 2e   | Craig Johnson    | États-Unis  | Ailier gauche  |
| 54  | 3e   | Patrice Tardif   | Canada      | Centre         |
| 96  | 5e   | Jason Ruff       | Canada      | Ailier gauche  |
| 117 | 6e   | Kurtis Miller    | États-Unis  | Ailier gauche  |
| 138 | 7e   | Wayne Conlan     | États-Unis  | Centre         |
| 180 | 9e   | Parris Duffus    | États-Unis  | Gardien de but |
| 201 | 10e  | Steve Widmeyer   | Canada      | Ailier droit   |
| 222 | 11e  | Joe Hawley       | Canada      | Centre         |
| 243 | 12e  | Joe Fleming (en) | États-Unis  | Défenseur      |
| 16  | R.S  | Geoff Sarjeant   | Canada      | Gardien de but |

### 1991
| No  | Tour | Nom                | Nationalité | Position       |
| --- | ---- | ------------------ | ----------- | -------------- |
| 27  | 2e   | Steve Staios       | Canada      | Défenseur      |
| 64  | 3e   | Kyle Reeves        | Canada      | Ailier droit   |
| 65  | 3e   | Nathan LaFayette   | Canada      | Centre         |
| 87  | 4e   | Grayden Reid       | Canada      | Centre         |
| 109 | 5e   | Jeff Callinan      | États-Unis  | Gardien de but |
| 131 | 6e   | Bruce Gardiner     | Canada      | Ailier droit   |
| 153 | 7e   | Terry Hollinger    | Canada      | Défenseur      |
| 175 | 8e   | Christopher Kenady | États-Unis  | Ailier droit   |
| 197 | 9e   | Jed Fiebelkorn     | États-Unis  | Ailier droit   |
| 219 | 10e  | Chris MacKenzie    | Canada      | Ailier gauche  |
| 241 | 11e  | Kevin Rappana      | États-Unis  | Défenseur      |
| 263 | 12e  | Mike Veisor        | États-Unis  | Gardien de but |
| 27  | R.S  | Chris McGee        | États-Unis  | Attaquant      |

### 1992
| No  | Tour | Nom               | Nationalité | Position       |
| --- | ---- | ----------------- | ----------- | -------------- |
| 38  | 2e   | Igor Koroliov     | Russie      | Centre         |
| 62  | 3e   | Vitali Karamnov   | Russie      | Ailier gauche  |
| 64  | 3e   | Vitali Prokhorov  | Russie      | Ailier gauche  |
| 86  | 4e   | Lee Leslie        | Canada      | Ailier gauche  |
| 134 | 6e   | Bob Lachance      | États-Unis  | Ailier droit   |
| 158 | 7e   | Ian Laperrière    | Canada      | Ailier droit   |
| 160 | 7e   | Lance Burns       | Canada      | Centre         |
| 180 | 8e   | Igor Boldine      | Russie      | Centre         |
| 182 | 8e   | Nicholas Naumenko | États-Unis  | Défenseur      |
| 206 | 9e   | Todd Harris       | Canada      | Défenseur      |
| 230 | 10e  | Youri Gounko      | Ukraine     | Défenseur      |
| 259 | 11e  | Wade Salzman      | États-Unis  | Gardien de but |

### 1993
| No  | Tour | Nom                   | Nationalité        | Position       |
| --- | ---- | --------------------- | ------------------ | -------------- |
| 37  | 2e   | Maksim Bets           | Russie             | Ailier gauche  |
| 63  | 3e   | Jamie Rivers          | Canada             | Défenseur      |
| 89  | 4e   | Jamal Mayers          | Canada             | Ailier droit   |
| 141 | 6e   | Todd Kelman           | Canada             | Défenseur      |
| 167 | 7e   | Mike Buzak            | Canada             | Gardien de but |
| 193 | 8e   | Eric Boguniecki       | États-Unis         | Centre         |
| 219 | 9e   | Mike Grier            | États-Unis         | Ailier droit   |
| 245 | 10e  | Libor Procházka       | République tchèque | Défenseur      |
| 271 | 11e  | Alexander Vasilevskii | Ukraine            | Ailier droit   |
| 275 | 11e  | Christer Olsson       | Suède              | Défenseur      |

### 1994
| No  | Tour | Nom              | Nationalité        | Position       |
| --- | ---- | ---------------- | ------------------ | -------------- |
| 68  | 3e   | Stéphane Roy     | Canada             | Centre         |
| 94  | 4e   | Tyler Harlton    | Canada             | Défenseur      |
| 120 | 5e   | Edvin Frylen     | Suède              | Défenseur      |
| 172 | 7e   | Roman Vopat      | République tchèque | Ailier gauche  |
| 198 | 8e   | Steve Noble      | Canada             | Centre         |
| 224 | 9e   | Marc Stephan     | Canada             | Centre         |
| 250 | 10e  | Kevin Harper     | Canada             | Défenseur      |
| 276 | 11e  | Scott Fankhouser | États-Unis         | Gardien de but |

### 1995
| No  | Tour | Nom                   | Nationalité        | Position       |
| --- | ---- | --------------------- | ------------------ | -------------- |
| 49  | 2e   | Jochen Hecht          | Allemagne          | Centre         |
| 75  | 3e   | Scott Roche           | Canada             | Gardien de but |
| 101 | 4e   | Michal Handzuš        | Slovaquie          | Centre         |
| 127 | 5e   | Jeffrey Ambrosio      | Canada             | Ailier gauche  |
| 153 | 6e   | Denis Hamel           | Canada             | Ailier gauche  |
| 179 | 7e   | Jean-Luc Grand-Pierre | Canada             | Défenseur      |
| 205 | 8e   | Derek Bekar           | Canada             | Centre         |
| 209 | 9e   | Libor Zabransky       | République tchèque | Défenseur      |

### 1996
| No  | Tour | Nom                  | Nationalité | Position       |
| --- | ---- | -------------------- | ----------- | -------------- |
| 14  | 1er  | Marty Reasoner       | États-Unis  | Centre         |
| 67  | 3e   | Gordie Dwyer         | Canada      | Ailier gauche  |
| 95  | 4e   | Jonathan Zukiwsky    | Canada      | Centre         |
| 97  | 4e   | Andreï Petrakov      | Russie      | Ailier gauche  |
| 159 | 6e   | Stephen Wagner       | Canada      | Gardien de but |
| 169 | 7e   | Daniel Corso         | Canada      | Centre         |
| 177 | 7e   | Reed Low             | Canada      | Ailier droit   |
| 196 | 8e   | Andrej Podkonicky    | Slovaquie   | Centre         |
| 203 | 8e   | Anthony Hutchins     | États-Unis  | Centre         |
| 229 | 9e   | Konstantin Chafranov | Russie      | Ailier droit   |

### 1997
| No  | Tour | Nom              | Nationalité        | Position      |
| --- | ---- | ---------------- | ------------------ | ------------- |
| 40  | 2e   | Tyler Rennette   | Canada             | Centre        |
| 86  | 4e   | Didier Tremblay  | Canada             | Défenseur     |
| 98  | 4e   | Jan Horacek      | République tchèque | Défenseur     |
| 106 | 4e   | Jame Pollock     | Canada             | Défenseur     |
| 149 | 6e   | Nicholas Bilotto | Canada             | Défenseur     |
| 177 | 7e   | Ladislav Nagy    | Slovaquie          | Ailier gauche |
| 206 | 8e   | Bobby Haglund    | États-Unis         | Ailier gauche |
| 232 | 9e   | Dmitri Plekhanov | Russie             | Défenseur     |
| 244 | 9e   | Marek Ivan       | République tchèque | Ailier gauche |

### 1998
| No  | Tour | Nom                  | Nationalité | Position      |
| --- | ---- | -------------------- | ----------- | ------------- |
| 24  | 1er  | Christian Bäckman    | Suède       | Défenseur     |
| 41  | 2e   | Maxim Linnik         | Ukraine     | Défenseur     |
| 83  | 3e   | Matt Walker          | Canada      | Défenseur     |
| 157 | 6e   | Brad Voth            | Canada      | Défenseur     |
| 170 | 6e   | Andreï Trochtchinski | Kazakhstan  | Centre        |
| 197 | 7e   | Brad Twordik         | Canada      | Centre        |
| 225 | 8e   | Ievgueni Pastoukh    | Ukraine     | Ailier gauche |
| 255 | 9e   | Johnny Pohl          | États-Unis  | Centre        |

### 1999
| No  | Tour | Nom                | Nationalité | Position       |
| --- | ---- | ------------------ | ----------- | -------------- |
| 17  | 1er  | Barret Jackman     | Canada      | Défenseur      |
| 85  | 3e   | Peter Smrek        | Slovaquie   | Défenseur      |
| 114 | 4e   | Chad Starling      | Canada      | Défenseur      |
| 143 | 5e   | Trevor Byrne       | États-Unis  | Défenseur      |
| 180 | 6e   | Tore Vikingstad    | Norvège     | Ailier gauche  |
| 203 | 7e   | Phil Osaer         | États-Unis  | Gardien de but |
| 221 | 8e   | Colin Hemingway    | Canada      | Ailier gauche  |
| 232 | 8e   | Aleksandr Khavanov | Russie      | Défenseur      |
| 260 | 9e   | Brian McMeekin     | Canada      | Défenseur      |
| 270 | 9e   | James Desmarais    | Canada      | Centre         |

### 2000
| No  | Tour | Nom              | Nationalité | Position       |
| --- | ---- | ---------------- | ----------- | -------------- |
| 30  | 1er  | Jeff Taffe       | États-Unis  | Centre         |
| 65  | 2e   | David Morisset   | Canada      | Ailier droit   |
| 75  | 3e   | Justin Papineau  | Canada      | Centre         |
| 96  | 3e   | Antoine Bergeron | Canada      | Défenseur      |
| 129 | 4e   | Troy Riddle      | États-Unis  | Attaquant      |
| 167 | 5e   | Craig Weller     | Canada      | Défenseur      |
| 229 | 7e   | Brett Lutes      | Canada      | Ailier gauche  |
| 261 | 8e   | Reinhard Divis   | Autriche    | Gardien de but |
| 293 | 9e   | Lauri Kinos      | Finlande    | Défenseur      |

### 2001
| No  | Tour | Nom                 | Nationalité        | Position       |
| --- | ---- | ------------------- | ------------------ | -------------- |
| 57  | 2e   | Jay McClement       | Canada             | Centre         |
| 89  | 3e   | Tuomas Nissinen     | Finlande           | Gardien de but |
| 122 | 4e   | Igor Valeïev        | Russie             | Ailier droit   |
| 159 | 5e   | Dmitri Siomine      | Russie             | Centre         |
| 190 | 6e   | Brett Scheffelmaier | Canada             | Défenseur      |
| 253 | 8e   | Petr Čajánek        | République tchèque | Ailier gauche  |
| 270 | 9e   | Grant Jacobsen      | Canada             | Centre         |
| 283 | 9e   | Simon Skoog         | Suède              | Défenseur      |

### 2002
| No  | Tour | Nom             | Nationalité | Position     |
| --- | ---- | --------------- | ----------- | ------------ |
| 48  | 2e   | Alekseï Chkotov | Russie      | Ailier droit |
| 62  | 2e   | Andriï Mikhnov  | Ukraine     | Attaquant    |
| 89  | 3e   | Tomas Troliga   | Slovaquie   | Attaquant    |
| 120 | 4e   | Robin Jonsson   | Suède       | Défenseur    |
| 165 | 5e   | Justin Maiser   | États-Unis  | Attaquant    |
| 190 | 6e   | Dwayne King     | Canada      | Attaquant    |
| 221 | 7e   | Jonas Johnson   | Suède       | Centre       |
| 253 | 8e   | Tom Koivisto    | Finlande    | Défenseur    |
| 284 | 9e   | Ryan MacMurchy  | Canada      | Ailier droit |

### 2003
| No  | Tour | Nom                  | Nationalité | Position       |
| --- | ---- | -------------------- | ----------- | -------------- |
| 30  | 1er  | Shawn Belle          | Canada      | Défenseur      |
| 62  | 2e   | David Backes         | États-Unis  | Attaquant      |
| 84  | 3e   | Konstantin Barouline | Russie      | Gardien de but |
| 88  | 3e   | Zack Fitzgerald      | États-Unis  | Défenseur      |
| 101 | 3e   | Konstantin Zakharov  | Biélorussie | Attaquant      |
| 127 | 4e   | Alexandre Bolduc     | Canada      | Centre         |
| 148 | 5e   | Lee Stempniak        | États-Unis  | Ailier droit   |
| 159 | 5e   | Chris Beckford-Tseu  | Canada      | Gardien de but |
| 189 | 6e   | Jonathan Lehun       | Canada      | Centre         |
| 221 | 7e   | Ievgueni Skatchkov   | Russie      | Ailier gauche  |
| 253 | 8e   | Andreï Pervychine    | Russie      | Défenseur      |
| 284 | 9e   | Juhamatti Aaltonen   | Finlande    | Attaquant      |

### 2004
| No  | Tour | Nom                    | Nationalité        | Position       |
| --- | ---- | ---------------------- | ------------------ | -------------- |
| 17  | 1er  | Marek Schwarz          | République tchèque | Gardien de but |
| 49  | 2e   | Carl Söderberg         | Suède              | Attaquant      |
| 83  | 3e   | Viktor Aleksandrov     | Kazakhstan         | Ailier droit   |
| 116 | 4e   | Michal Birner          | République tchèque | Ailier gauche  |
| 136 | 5e   | Nikita Nikitine        | Russie             | Défenseur      |
| 180 | 6e   | Roman Polák            | République tchèque | Défenseur      |
| 211 | 7e   | David Fredriksson      | Suède              | Attaquant      |
| 277 | 9e   | Jonathan Michel Boutin | Canada             | Ailier droit   |

### 2005
| No  | Tour | Nom                 | Nationalité | Position       |
| --- | ---- | ------------------- | ----------- | -------------- |
| 24  | 1er  | Timothy Oshie       | États-Unis  | Centre         |
| 37  | 2e   | Scott Jackson       | Canada      | Défenseur      |
| 85  | 3e   | Benjamin Bishop     | États-Unis  | Gardien de but |
| 156 | 5e   | Ryan Reaves         | Canada      | Ailier droit   |
| 169 | 6e   | Mike Gauthier       | Canada      | Défenseur      |
| 171 | 6e   | Nicholas Drazenovic | Canada      | Centre         |
| 219 | 7e   | Nikolaï Lemtiougov  | Russie      | Attaquant      |

### 2006
| No  | Tour | Nom                 | Nationalité        | Position       |
| --- | ---- | ------------------- | ------------------ | -------------- |
| 1er | 1er  | Erik Johnson        | États-Unis         | Défenseur      |
| 25  | 1er  | Patrik Berglund     | Suède              | Centre         |
| 31  | 2e   | Tomáš Káňa          | République tchèque | Centre         |
| 64  | 3e   | Jonas Junland       | Suède              | Défenseur      |
| 94  | 4e   | Ryan Turek          | États-Unis         | Centre         |
| 106 | 4e   | Reto Berra          | Suisse             | Gardien de but |
| 124 | 5e   | Andy Sackrison      | États-Unis         | Attaquant      |
| 154 | 6e   | Matthew McCollem    | États-Unis         | Ailier gauche  |
| 184 | 7e   | Alexander Hellström | Suède              | Défenseur      |

### 2007
| No  | Tour | Nom               | Nationalité | Position      |
| --- | ---- | ----------------- | ----------- | ------------- |
| 13  | 1er  | Lars Eller        | Danemark    | Attaquant     |
| 18  | 1er  | Ian Cole          | États-Unis  | Défenseur     |
| 26  | 1er  | David Perron      | Canada      | Ailier gauche |
| 39  | 2e   | Simon Hjalmarsson | Suède       | Ailier droit  |
| 44  | 2e   | Aaron Palushaj    | États-Unis  | Ailier droit  |
| 85  | 3e   | Brett Sonne       | Canada      | Attaquant     |
| 96  | 4e   | Cade Fairchild    | États-Unis  | Défenseur     |
| 100 | 4e   | Travis Erstad     | États-Unis  | Attaquant     |
| 160 | 6e   | Anthony Peluso    | Canada      | Défenseur     |
| 190 | 7e   | Trevor Nill       | États-Unis  | Centre        |

### 2008
| No  | Tour | Nom                   | Nationalité | Position       |
| --- | ---- | --------------------- | ----------- | -------------- |
| 4   | 1er  | Alexander Pietrangelo | Canada      | Défenseur      |
| 33  | 2e   | Philip McRae          | États-Unis  | Centre         |
| 34  | 2e   | Jake Allen            | Canada      | Gardien de but |
| 65  | 3e   | Jori Lehterä          | Finlande    | Centre         |
| 70  | 3e   | James Livingston      | Canada      | Ailier droit   |
| 87  | 3e   | Ian Schultz           | Canada      | Ailier droit   |
| 95  | 4e   | David Warsofsky       | États-Unis  | Défenseur      |
| 125 | 5e   | Kristoffer Berglund   | Suède       | Défenseur      |
| 155 | 6e   | Anthony Nigro         | Canada      | Centre         |
| 185 | 7e   | Paul Karpowich        | Canada      | Gardien de but |

### 2009
| No  | Tour | Nom              | Nationalité | Position     |
| --- | ---- | ---------------- | ----------- | ------------ |
| 17  | 1er  | David Rundblad   | Suède       | Défenseur    |
| 48  | 2e   | Brett Ponich     | Canada      | Défenseur    |
| 78  | 3e   | Sergueï Andronov | Russie      | Ailier droit |
| 108 | 4e   | Tyler Shattock   | Canada      | Ailier droit |
| 168 | 6e   | David Shields    | États-Unis  | Défenseur    |
| 202 | 7e   | Maxwell Tardy    | États-Unis  | Centre       |

### 2010
| No  | Tour | Nom                 | Nationalité | Position      |
| --- | ---- | ------------------- | ----------- | ------------- |
| 14  | 1er  | Jaden Schwartz      | Canada      | Centre        |
| 16  | 1er  | Vladimir Tarassenko | Russie      | Ailier droit  |
| 44  | 2e   | Sebastian Wannstrom | Suède       | Ailier droit  |
| 74  | 3e   | Max Gardiner        | États-Unis  | Centre        |
| 104 | 4e   | Jani Hakanpaa       | Finlande    | Défenseur     |
| 134 | 5e   | Cody Beach          | Canada      | Ailier droit  |
| 164 | 6e   | Stephen MacAulay    | Canada      | Ailier gauche |

### 2011
| No  | Tour | Nom               | Nationalité | Position       |
| --- | ---- | ----------------- | ----------- | -------------- |
| 32  | 2e   | Ty Rattie         | Canada      | Ailier droit   |
| 41  | 2e   | Dmitrij Jaškin    | Russie      | Ailier droit   |
| 46  | 2e   | Joel Edmundson    | Canada      | Défenseur      |
| 88  | 3e   | Jordan Binnington | Canada      | Gardien de but |
| 102 | 4e   | Yannick Veilleux  | Canada      | Ailier gauche  |
| 132 | 5e   | Niklas Lundström  | Suède       | Gardien de but |
| 162 | 6e   | Ryan Tesink       | Canada      | Centre         |
| 192 | 7e   | Teemu Eronen      | Finlande    | Défenseur      |

### 2012
| No  | Tour | Nom                  | Nationalité | Position       |
| --- | ---- | -------------------- | ----------- | -------------- |
| 25  | 1er  | Jordan Schmaltz      | États-Unis  | Défenseur      |
| 56  | 2e   | Samuel Kurker        | États-Unis  | Ailier droit   |
| 67  | 3e   | Mackenzie MacEachern | États-Unis  | Ailier gauche  |
| 86  | 3e   | Colton Parayko       | Canada      | Défenseur      |
| 116 | 4e   | Nicholas Walters     | Canada      | Défenseur      |
| 146 | 5e   | François Tremblay    | Canada      | Gardien de but |
| 176 | 6e   | Petteri Lindbohm     | Finlande    | Défenseur      |
| 206 | 7e   | Tyrel Seaman         | Canada      | Centre         |

### 2013
| No  | Tour | Nom             | Nationalité | Position      |
| --- | ---- | --------------- | ----------- | ------------- |
| 47  | 2e   | Thomas Vannelli | États-Unis  | Défenseur     |
| 57  | 2e   | William Carrier | Canada      | Ailier gauche |
| 112 | 4e   | Zach Pochiro    | États-Unis  | Ailier gauche |
| 173 | 6e   | Santeri Saari   | Finlande    | Défenseur     |

### 2014
| No  | Tour | Nom                 | Nationalité | Position       |
| --- | ---- | ------------------- | ----------- | -------------- |
| 21  | 1er  | Robby Fabbri        | Canada      | Centre         |
| 33  | 2e   | Ivan Barbachiov     | Russie      | Centre         |
| 52  | 2e   | Maksim Letounov     | Russie      | Centre         |
| 82  | 3e   | Jake Walman         | Canada      | Défenseur      |
| 94  | 4e   | Ville Husso         | Finlande    | Gardien de but |
| 110 | 4e   | Austin Poganski     | États-Unis  | Ailier droit   |
| 124 | 5e   | Jaedon Descheneau   | Canada      | Ailier droit   |
| 172 | 6e   | Chandler Yakimowicz | États-Unis  | Ailier droit   |
| 176 | 6e   | Samuel Blais        | Canada      | Ailier gauche  |
| 202 | 7e   | Dwyer Tschantz      | États-Unis  | Ailier droit   |

### 2015
| No  | Tour | Nom          | Nationalité | Position       |
| --- | ---- | ------------ | ----------- | -------------- |
| 56  | 2e   | Vince Dunn   | Canada      | Défenseur      |
| 94  | 4e   | Adam Musil   | Canada      | Centre         |
| 116 | 4e   | Glenn Gawdin | Canada      | Centre         |
| 127 | 5e   | Niko Mikkola | Finlande    | Défenseur      |
| 146 | 5e   | Luke Opilka  | États-Unis  | Gardien de but |
| 176 | 6e   | Liam Dunda   | États-Unis  | Ailier gauche  |

### 2016
| No  | Tour | Nom                      | Nationalité        | Position       |
| --- | ---- | ------------------------ | ------------------ | -------------- |
| 26  | 1er  | Tage Thompson            | États-Unis         | Centre         |
| 35  | 2e   | Jordan Kyrou             | Canada             | Centre         |
| 59  | 2e   | Evan Fitzpatrick         | Canada             | Gardien de but |
| 119 | 4e   | Tanner Kaspick           | Canada             | Centre         |
| 125 | 5e   | Nolan Stevens            | Canada             | Centre         |
| 144 | 5e   | Conner Bleackley         | Canada             | Centre         |
| 209 | 7e   | Nikolaj Krag Christensen | Danemark           | Centre         |
| 211 | 7e   | Filip Helt               | République tchèque | Ailier gauche  |

### 2017
| No  | Tour | Nom                  | Nationalité | Position     |
| --- | ---- | -------------------- | ----------- | ------------ |
| 20  | 1er  | Robert Thomas        | Canada      | Centre       |
| 31  | 1er  | Klim Kostine         | Russie      | Centre       |
| 113 | 4e   | Alekseï Toroptchenko | Russie      | Ailier droit |
| 130 | 5e   | David Noël           | Canada      | Défenseur    |
| 175 | 6e   | Trenton Bourque      | Canada      | Défenseur    |
| 206 | 7e   | Anton Andersson      | Suède       | Défenseur    |

### 2018
| No  | Tour | Nom                | Nationalité | Position       |
| --- | ---- | ------------------ | ----------- | -------------- |
| 25  | 1er  | Dominik Bokk       | Allemagne   | Ailier droit   |
| 45  | 2e   | Scott Perunovich   | États-Unis  | Défenseur      |
| 107 | 4e   | Joel Hofer         | Canada      | Gardien de but |
| 138 | 5e   | Hugh McGing        | États-Unis  | Ailier gauche  |
| 169 | 6e   | Mathias Laferrière | Canada      | Ailier droit   |
| 200 | 7e   | Tyler Tucker       | Canada      | Défenseur      |

### 2019
| No  | Tour | Nom                | Nationalité | Position       |
| --- | ---- | ------------------ | ----------- | -------------- |
| 62  | 2e   | Nikita Aleksandrov | Russie      | Centre         |
| 93  | 3e   | Colten Ellis       | Canada      | Gardien de but |
| 155 | 5e   | Keean Washkurak    | Canada      | Centre         |
| 208 | 7e   | Vadim Jerenko      | Russie      | Gardien de but |
| 217 | 7e   | Jérémy Michel      | Canada      | Ailier gauche  |

### 2020
| No  | Tour | Nom              | Nationalité | Position       |
| --- | ---- | ---------------- | ----------- | -------------- |
| 26  | 1er  | Jake Neighbours  | Canada      | Ailier gauche  |
| 86  | 3e   | Dylan Peterson   | États-Unis  | Centre         |
| 88  | 3e   | Leo Lööf         | Suède       | Défenseur      |
| 119 | 4e   | Tanner Dickinson | États-Unis  | Centre         |
| 150 | 5e   | Matthew Kessel   | États-Unis  | Défenseur      |
| 163 | 6e   | Will Cranley     | Canada      | Gardien de but |
| 194 | 7e   | Noah Beck        | Canada      | Défenseur      |

### 2021
| No  | Tour | Nom              | Nationalité | Position     |
| --- | ---- | ---------------- | ----------- | ------------ |
| 17  | 1er  | Zachary Bolduc   | Canada      | Centre       |
| 71  | 3e   | Simon Robertsson | Suède       | Ailier droit |
| 145 | 5e   | Tyson Galloway   | Canada      | Défenseur    |
| 198 | 7e   | Ivan Vorobiov    | Russie      | Ailier droit |

### 2022
| No  | Tour | Nom                   | Nationalité | Position     |
| --- | ---- | --------------------- | ----------- | ------------ |
| 23  | 1er  | Jimmy Snuggerud       | États-Unis  | Ailier droit |
| 73  | 3e   | Aleksanteri Kaskimäki | Finlande    | Centre       |
| 88  | 3e   | Michael Buchinger     | Canada      | Défenseur    |
| 120 | 4e   | Arseni Koromyslov     | Russie      | Défenseur    |
| 152 | 5e   | Marc-André Gaudet     | Canada      | Défenseur    |
| 184 | 6e   | Landon Sim            | Canada      | Ailier droit |